# Abaco
Abaco ostrovy je souhrnný název skupiny ostrovů ležících v severní části bahamského souostroví, které společně zaujímají rozlohu 1681 km². Nachází se přibližně 170 km severně od hlavního města Nassau a 290 km východně od floridského West Palm Beach.
Z administrativně-správního hlediska jsou ostrovy Abaco rozděleny do 5 okruhů: North Abaco, Central Abaco, South Abaco, Moore’s Island a Hopetown. Mezi největší sídelní celky patří Marsh Harbour, Hopetown, Treasure Cay, Coopers Town a Cornishtown.

## Přehled ostrovů
Mezi nejvýznamnější ostrovy patří:
- Great Abaco a další menší ostrovy
- Little Abaco
- Wood Cay
- Elbow Cay
- Lubbers Quarters Cay
- Green Turtle Cay
- Great Guana Cay
- Castaway Cay
- Man-o-War Cay
- Stranger’s Cay
- Umbrella Cay
- Great Stirrup Cay
- Walker’s Cay
- Little Grand Cay
- Moore’s Island
- Sandy Point

## Obyvatelstvo
Počet obyvatel (v roce 2010) dosáhl hranice 16 692. Ostrov Great Abaco je 3 nejlidnatější ostrov celých Baham. Etnické skupiny obyvatelstva jsou vyvážené a skládají se z přibližně 50% černého a 50% bílého obyvatelstva. Úředním jazykem - jako na celých Bahamských ostrovech - je angličtina. Obyvatelstvo je velmi pobožné a křesťanství zde hraje velkou roli, dominující církví jsou baptisté. Mezi další významné církve patří anglikánská církev, metodisté a římskokatolická církev.

## Historie ostrovů
Ostrovy byly osídleny zprvu kmenem Lucayanů ze skupiny Aravaků, kteří se usadili ve střední části ostrovů vzhledem k příznivému vlhkému tropickému podnebí. Právě tyto kmeny amerických indiánů byly poprvé spatřeny Španěly během zámořských objevů v 15. století. Rané záznamy popisují původní obyvatele jako mírumilovný národ, který si v průběhu doby vytvořil vlastní jazyk i náboženství. Byli schopní obchodníci a jejich obchody zahrnovaly mnoho ostrovů v Malých Antilách. Před příjezdem Kolumba a Evropanů do Ameriky žilo v této oblasti na 50 000 obyvatel. Kvůli zavedenému otroctví a zavlečení neznámých nemocí došlo ještě před rokem 1513 prakticky k zániku celého původního obyvatelstva.
Další vlnou evropské kolonizace byli loajalisté v průběhu Války o nezávislost ve vznikajících Spojených státech amerických, kteří začali osidlovat ostrovy kolem roku 1783.

## Turismus
Ostrovy Abaco jsou považovány za ráj potápění, jachtingu, surfingu a dalších vodních aktivit. Rybaření je také populární, chytají se hlavně marlíni (z rodu Tetrapturus) a plachetník atlantský. Jsou místem významných přírodních lokalit, zejména unikátních lesů borovice karibské. V současné době dochází k zintenzivnění ochrany přírody.

## Galerie

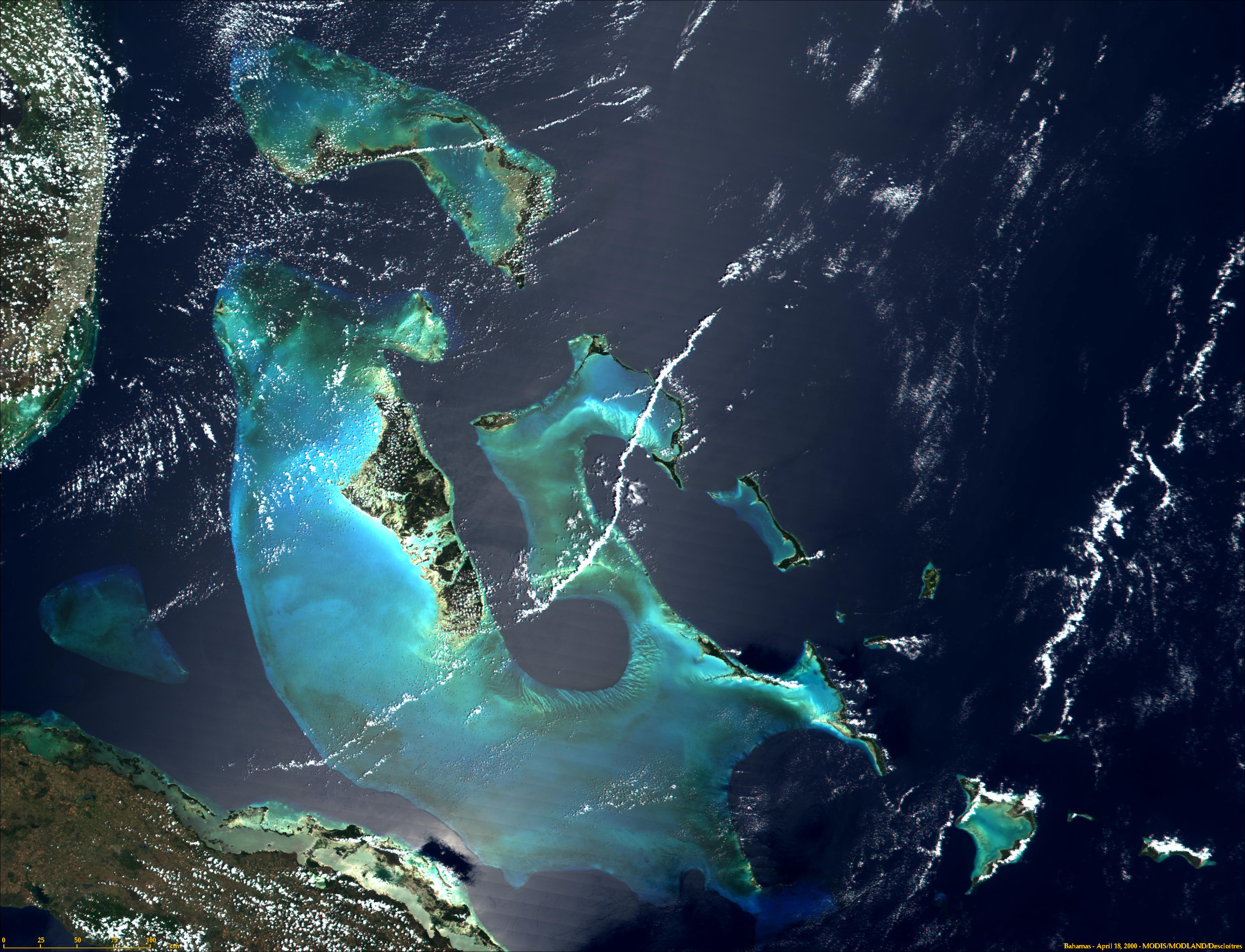
Satelitní snímek Baham
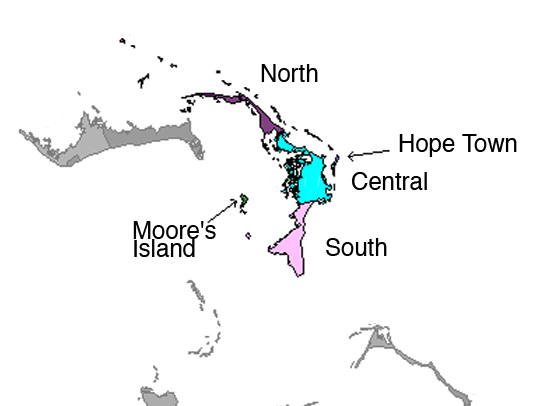
Mapa rozmístění ostrovů Abaco
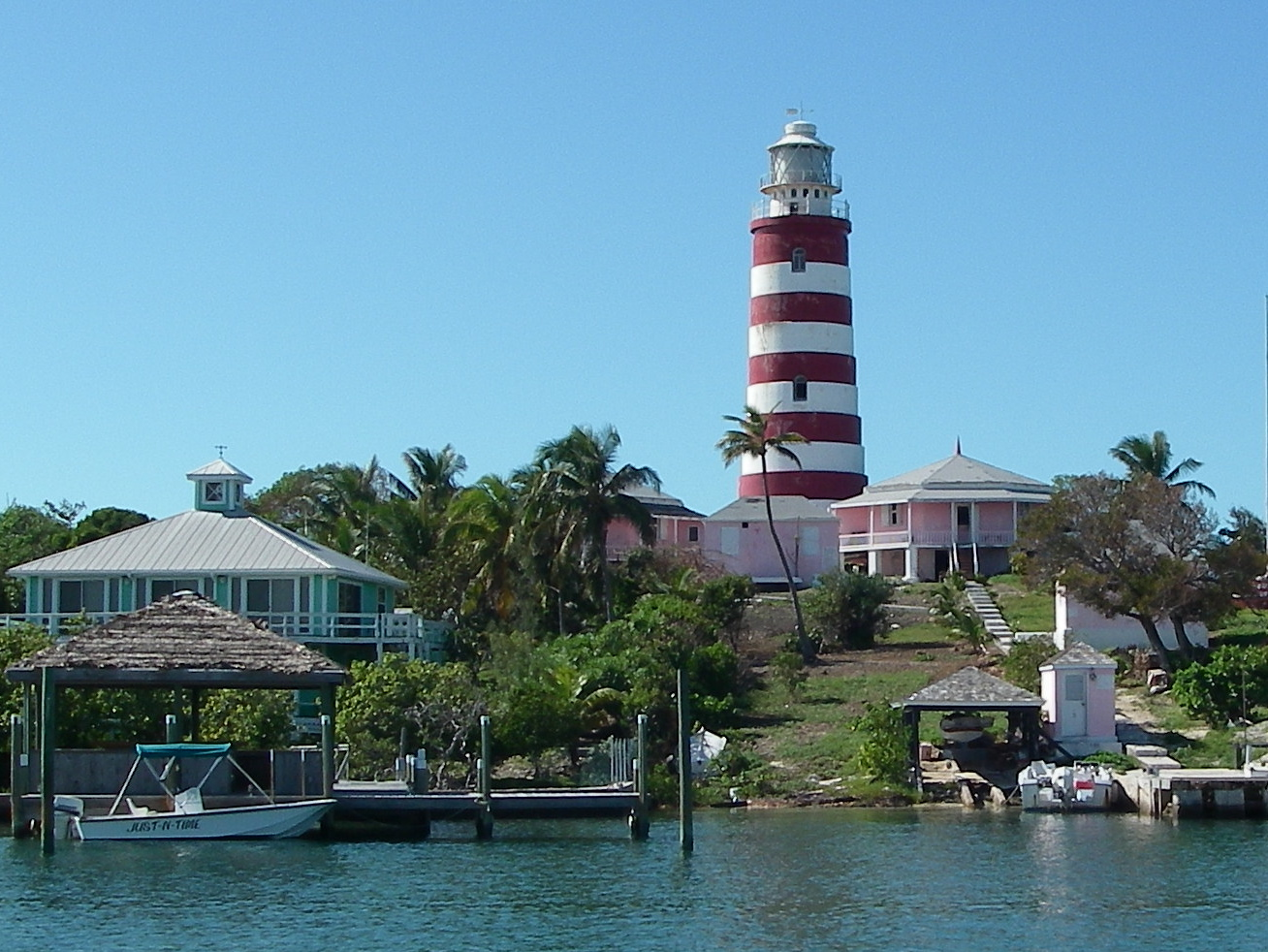
Maják ve městě Hopetown
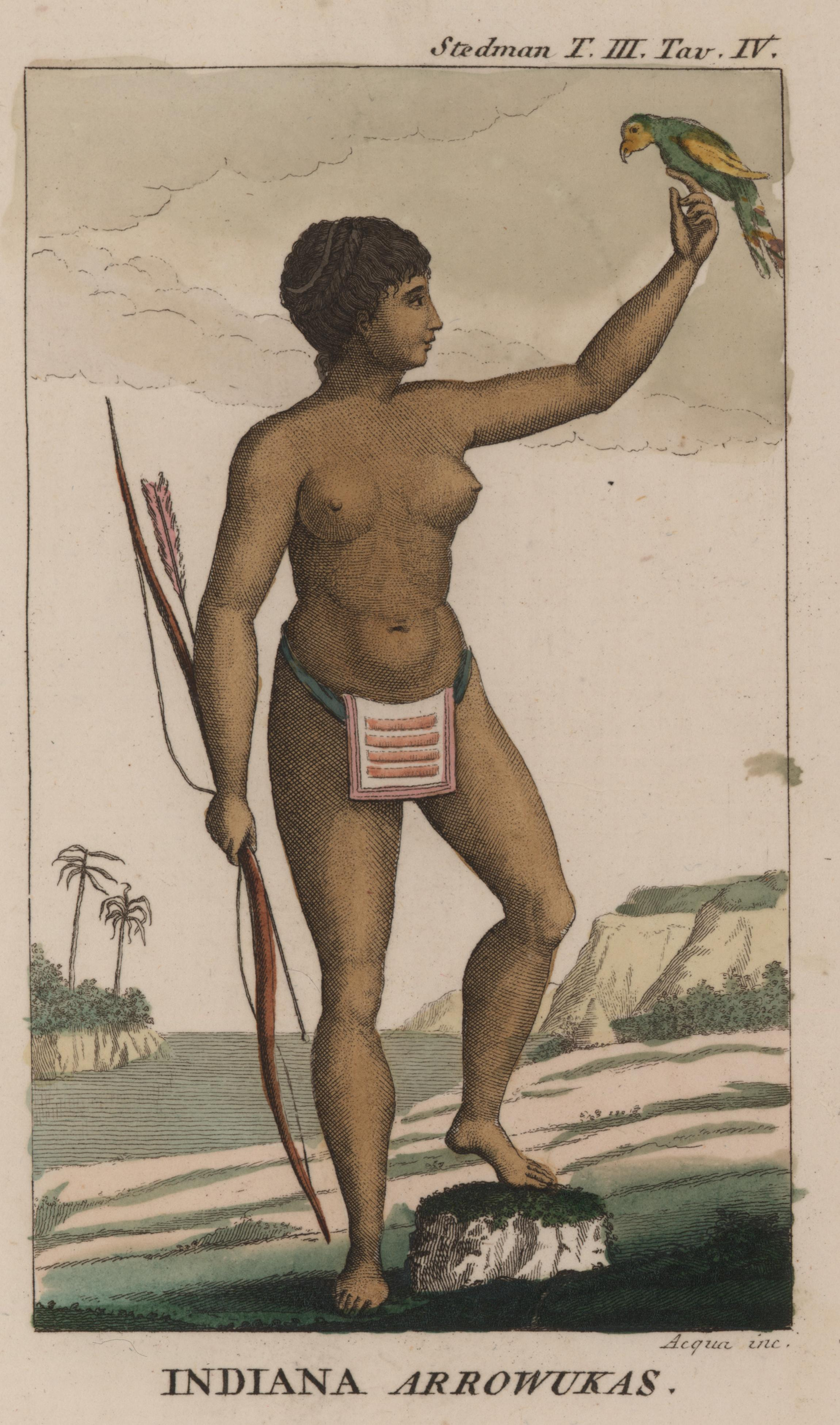
Žena kmene Arawakan
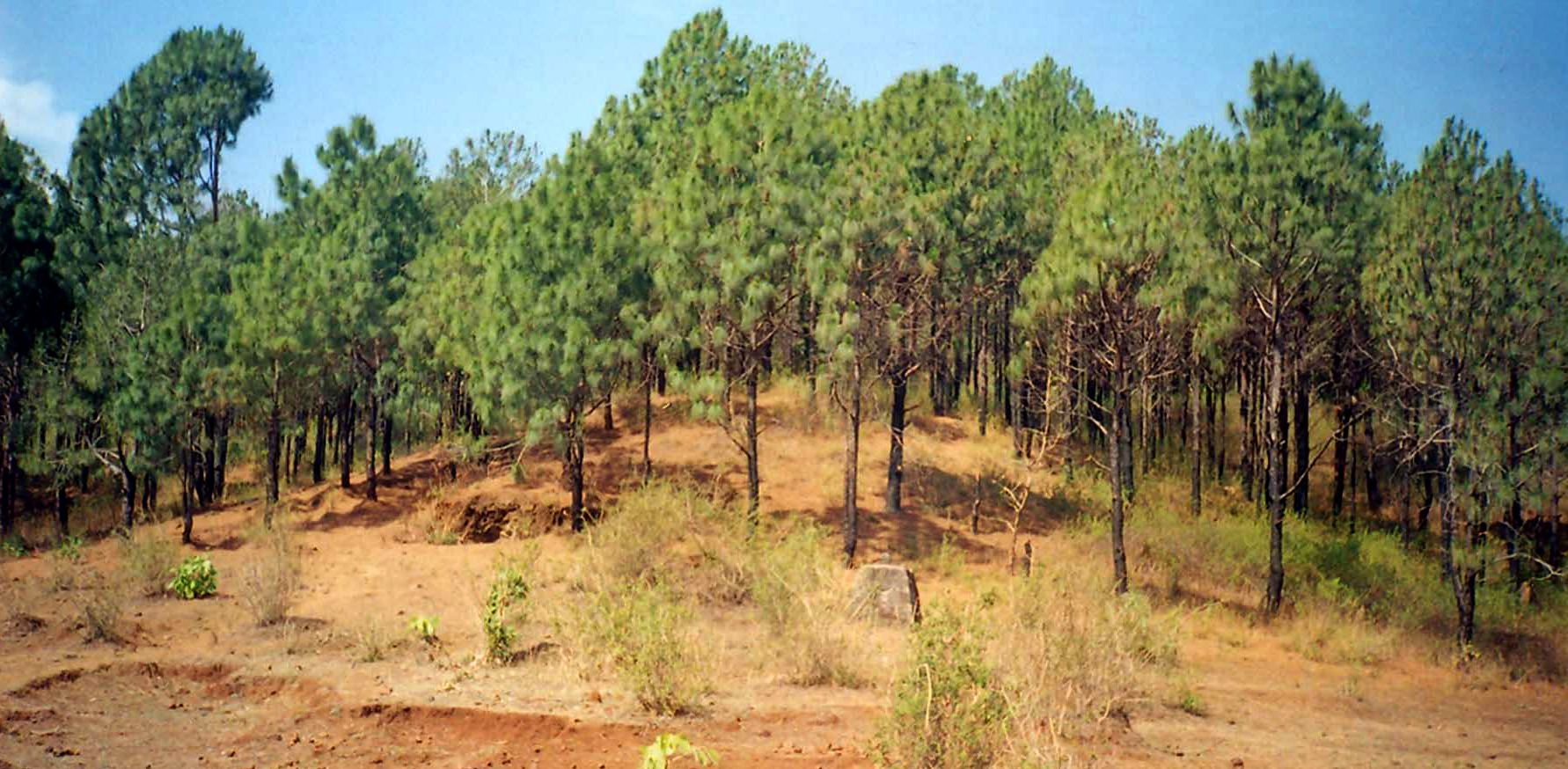
Karibská borovice